# ヴァーリ (ロキの息子)
北欧神話において、ヴァーリ または ヴァリ (Váli) はロキの息子である。彼は、スノッリ・ストゥルルソンによる『スノッリのエッダ』の『ギュルヴィたぶらかし』の部に名前が挙げられている。バルドルが死んだ後、アース神族はロキを追い詰めて捕らえた。
| Nú var Loki tekinn griðalauss ok farit með hann í helli nökkvorn. Þá tóku þeir þrjár hellur ok settu á egg ok lustu rauf á hellunni hverri. Þá váru teknir synir Loka, Váli ok Nari eða Narfi. Brugðu æsir Vála í vargslíki ok reif hann í [sundr] Narfa, bróður sinn. Þá tóku æsir þarma hans ok bundu Loka með yfir þá þrjá [egg]steina, einn undir herðum, annarr undir lendum, þriði undir knésfótum, ok urðu þau bönd at járni. — Eysteinn Björnsson's edition | 今やロキは容赦なく捕らえられて、神々によってある洞穴へ連れて行かれた。神々は3個の平たい岩を取り、刃を当ててそれぞれの岩に穴を開けた。それから、ロキの息子、ヴァーリと、ナリまたはナルヴィを捕らえてきた。アース神族はヴァーリを狼の姿に変え、すると彼は兄弟であるナルヴィを真二つに裂いた。そしてアース神族はナルヴィの腸を取り、ロキを3つの岩の上に腸で縛り付けた。1本目はロキの肩の下へ、2本目は彼の腰の下へ、3本目は彼の膝の下を縛めた。そしてその枷は鉄へと変えられた。 |  |

『巫女の予言』の謎のスタンザはこの事件を引き合いに出したものと思われ、おそらくスノッリの情報源であったであろう。ロキの息子ヴァーリは、この箇所以外では知られていない。『巫女の予言』のスタンザは実はオーディンの息子ヴァーリを指していることが提唱されており、スノッリはそのことと辻褄を合わせるためにロキの息子ヴァーリという登場人物を創ったのである。